# Salopella
Salopella é um gênero extinto de plantas do final do Siluriano até o início do Devoniano . Os caracteres diagnósticos são eixos nus ramificandos isotomamente, terminando em esporângios fusiformes.  Os esporângios não são ramificados, mas na espécie-tipo os eixos parecem ramificar-se logo abaixo dos esporângios.  Difere-se do gênero Tortilicaulis pois os esporângios não possuem células dispostas em espiral, este gênero difere-se também de outros gêneros semelhantes como Cooksonia, Uskiella e Tarrantia na forma dos esporângios.

## Registros fósseis e filogenia
Espécimes fossilizados foram achados no País de Gales, Xinjiang, Brasil e Austrália. A maioria das espécies baseia-se em fragmentos muito pequenos das pontas das plantas, com exceção das duas espécies encontradas na Austrália onde o fóssil preservou mais a anatomia da planta. A classificação do gênero não é clara porque muitos detalhes da anatomia da planta permanecem desconhecidos. Uma tabela de resumo útil de quais dados são conhecidos foi fornecida por Edwards et al.  na qual o gênero foi considerado ser um riniófito.